# Měsíčníkovití
Měsíčníkovití (Molidae) je čeleď paprskoploutvých, neobvykle vypadajících velkých ryb. Mola alexandrini může dalece přesahovat 3 metry a vážit přes 2,7 tuny, což z něj dokonce dělá největší kostnatou rybu na světě. Měsíčníci postrádají ocasní násadec i ocasní ploutvi, takže to vypadá, že jejich tělo „končí“ předčasně hned za hřbetní a řitní ploutví. Vyskytují se hlavně na otevřeném moři Tichého, Indické a Atlantského oceánu. Rozeznává se 5 druhů měsíčníků.

## Popis

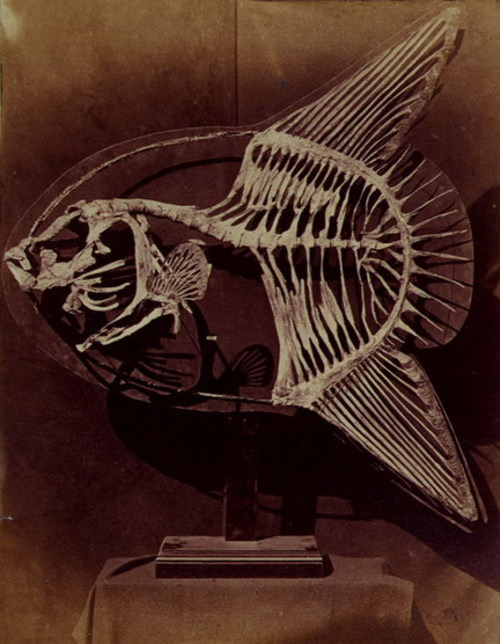
Kostra měsíčníka svítivého (Lewis Carroll, 1857)

Tělo měsíčníků je bočně zploštělé, vysoké a přibližně kruhového tvaru. Hřbetní a řitní ploutev jsou posunuté až na samý konec těla. V průběhu evoluce vymizel u měsíčníku ocasní násadec s ocasní ploutví, které jsou nahrazeny pseudoocasem. Tomu se někdy říká ocasní lem, v odborné literatuře se označuje jako clavus. Clavus je nepohyblivý a slouží pouze jako kormidlo. Clavus nepředstavuje zakrnělou ocasní ploutev, nýbrž vznikl modifikací částí řitní a hřbetní ploutve. Pohyb ryby vpřed zajišťuje synchronizované boční kývání hřbetní a řitní ploutve, tedy nikoliv těla jako je tomu u většiny ostatních paprskoploutvých ryb. Ke kormidlování slouží clavus.
Hřbetní i řitní ploutev postrádají kostěné trny, přítomny jsou však měkké paprsky. Postranní čára i plynový měchýř zcela chybí. Ústa jsou malá, zuby srůstají ve dvě zobákovité desky, které nejsou rozdělené švem. Počet obratlů je 16–18. To je vůbec nejmenší počet obratlů zaznamenaných u kostnatých ryb. Po stranách hlavy jsou umístěny 2 malé nosní dírky. Kůže je velmi silná a drsná. Těla měsíčníků bývají protistínově zbarvena; horní strana hraje různými odstíny bílé, šedé a hnědé, spodina je světlejší.
Měsíčníči představují největší kostnaté ryby na světě. Rekordní exemplář Mola alexandrini vážil 2744 kg a měl 325 cm na délku a 359 cm na výšku. Ne všechny druhy měsíčníků však dosahují takovýchto rozměrů. Nejmenší zástupce Ranzania laevis dosahuje maximální délky „pouze“ kolem 1 metru.

## Biologie

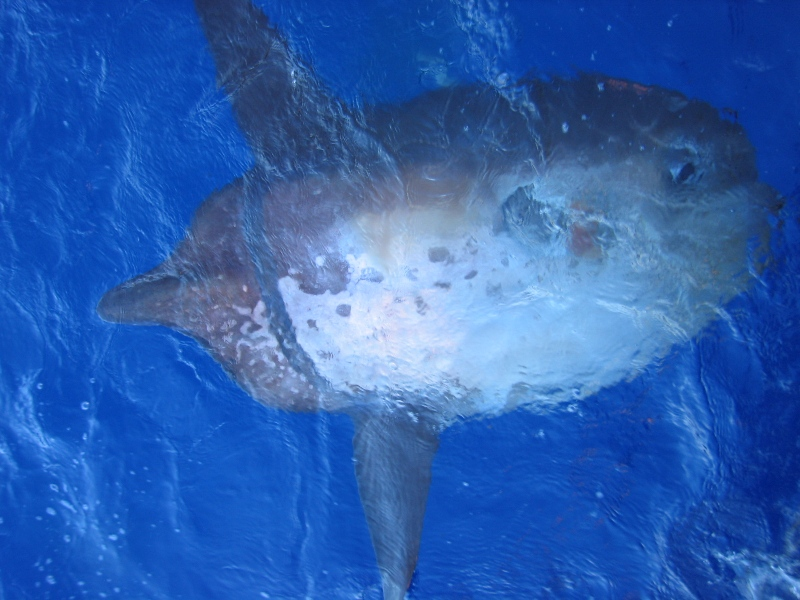
Sharptail mola při povrchu hladiny

Samice měsíčníka svítivého v sobě nese až 847 milionů vajíček, což z druhu činí vůbec nejplodnějšího obratlovce. Potěr měsíčníků je velmi malý s ostnatými okraji těla a vzhledem se tak výrazně liší od dospělců. Měsíčníci se živí hlavně medúzami, dále salpami, hadicemi, korýši, menšími rybami i mořskými řasami.
Měsíčníci jsou rozšířeni v širých, méně často i pobřežních mořích mírného a tropického podnebného pásu. Vyskytují se v Atlantském (včetně Středozemního moře), Tichém i Indickém oceánu.
Hlavy měsíčníků bývají masivně infikovány různými druhy parazitů, kterých bylo k roku 2017 popsáno již 54. Parazité jsou patrně jedním z důvodů, proč jsou měsíčníci často k vidění, jak plavou těsně u hladiny s vystrčenou boční stranou, kterou nastrkují mořským ptákům jako jsou racci nebo albatrosi, kteří tyto parazity rádi vyzobávají. Podobně měsíčník může nabádat i menší rybky, tzv. čističe, aby připluli blíže a pomohli se mu parazitů zbavit. Podle studie z roku 2015 je hlavním důvodem připlouvání měsíčníků svítivých k hladině slunění na slunci a ohřívání v teplé vodě. Dochází totiž k němu hlavně po lovecké výpravě měsíčníků ve studených hlubinách moře. Proti této hypotéze nicméně hovoří to, že se měsíčník svítivý může znovu ponořit do hlubokých vod ještě před tím, než se jeho tělo u hladiny ohřálo.

## Systematika
První druh měsíčníka, Mola mola, byl popsán již v Linného Systema naturae roce 1758. Od té doby do roku 2003 bylo popsáno kolem 19 rodů a 54 druhů, z nichž drtivá většina byla po masivní revizi v roce 1951 synonymizována nebo zneplatněna. Poslední druh měsíčníka Mola tecta byl popsán teprve v roce 2017. Tento měsíčník dlouho unikal pozornosti vědců i přesto, že se exempláře druhu nacházely v řadě muzejních sbírek. Díky podobnosti tohoto nově „objeveného“ druhu s Mola mola totiž vědcům nebylo zřejmé, že se jedná o jiný druh.
Moderní taxonomie rozeznává 5 druhů měsíčníků ve 3 rodech.
| Vědecké jméno        | Běžné jméno      | Přibližná maximální váha (kg) | Přibližná maximální délka těla (m) | Tvar ocasního lemu (clavus)   | Tvar hlavy a brady                    | Fotografie |
| -------------------- | ---------------- | ----------------------------- | ---------------------------------- | ----------------------------- | ------------------------------------- | ---------- |
| Mola mola            | měsíčník svítivý | 2300                          | 3,2                                | vlnkovaný                     | méně hrudkovitá a vyčnělá hlava       |            |
| Mola alexandrini     |                  | 2700                          | 3,3                                | zaoblený                      | hrboly na hlavě a bradě               |            |
| Mola tecta           |                  | 1900                          | 2,4                                | zaoblený, ve středu přerušený | bez hrudek a hrbolů na hlavně a bradě |            |
| Masturus lanceolatus |                  | 2000                          | 3,4                                | zašpičatělý                   | vypouklé čelo                         |            |
| Ranzania laevis      |                  | NA                            | 1                                  | zkosený a tenký               | zašpičatělá hlava bez hrudek          |            |